# Айзоне
Айзоне (окс. Aison, італ. Aisone, п'єм. Aison) — муніципалітет в Італії, у регіоні П'ємонт,  провінція Кунео.
Айзоне розташоване на відстані близько 510 км на північний захід від Рима, 95 км на південний захід від Турина, 28 км на захід від Кунео.
Населення — 256 осіб (2014).
Покровитель — Natività di Maria.

## Демографія
Населення за роками:

Станом на 1 січня 2023 року в муніципалітеті офіційно проживали 4 іноземці з 3 країн, серед них 2 громадяни країн Євросоюзу та 1 громадянин України.

## Сусідні муніципалітети
- Демонте
- Вальдієрі
- Вінадіо